# Umweltkulturpark

Obstwiese im UmweltKulturPark

Der UmweltKulturPark in Dortmund-Barop umfasst ein etwa 12 ha großes Areal südwestlich der Ostenbergstraße im Ortsteil Groß Barop.
Die Initiative zum Aufbau ging im Jahre 1986 von der Stadt Dortmund und dem damals gegründeten Förderverein Permakultur aus. Die Stadt Dortmund hat das Gelände für eine symbolische Pacht zur Verfügung gestellt. Im Herbst 1988 ist mit den ersten Pflanzarbeiten und der Anlage von Wegen begonnen worden. 
Heute wird die Pflege und Betreuung des Parks vom Förderverein Permakultur und dem Grünflächenamt der Stadt Dortmund in Zusammenarbeit mit vielen umweltbezogenen Initiativen und Vereinen gewährleistet. 
Die Nutzgärten und öffentlich zugänglichen Bereiche der Parkanlage sind nach den Prinzipien der Permakultur angelegt worden. Sie enthalten Elemente wie Streuobstwiesen, Kräuterspiralen, Trockenmauern und sog. Sonnenfallen (hufeisenförmige nach Süden geöffnete Hecken, die in ihrem Aufbau einem Waldrand ähneln).